# Pyrgulopsis isolata
Pyrgulopsis isolata é uma espécie de gastrópode  da família Hydrobiidae.
É endémica dos Estados Unidos da América.